# Vinzenz Fox
Vincenc svobodný pán von Fox (německy Vinzenz Freiherr von Fox) (1. dubna 1859 Bílsko – 15. července 1931 Pramet, Rakousko) byl rakousko-uherský generál. V c. k. armádě sloužil od roku 1880 a působil u různých posádek v celé monarchii. Za první světové války byl nejprve divizním velitelem v Haliči, poté převzal velení 15. armádního sboru na východní frontě. V roce 1915 dosáhl hodnosti generála pěchoty a téhož roku byl převelen na italskou frontu. Na konci roku 1915 požádal o penzionování a poté žil v soukromí v Horním Rakousku. V roce 1918 byl povýšen na barona.

## Životopis

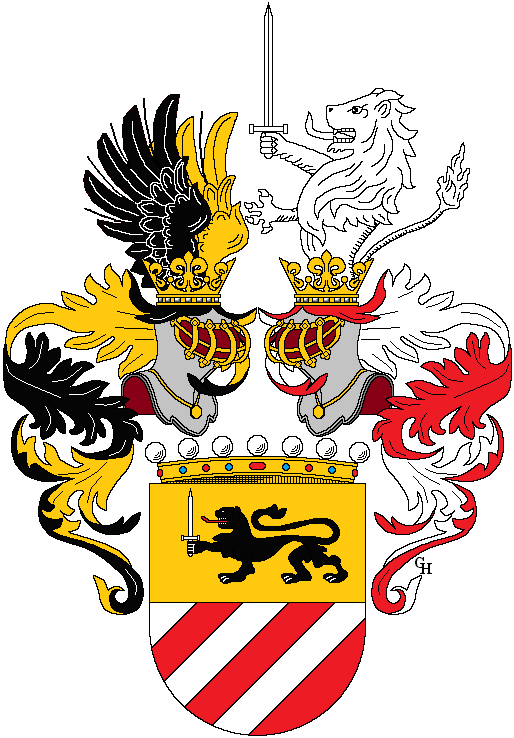
Erb generála Vinzenze Foxe (1918)

Pocházel z rodiny státního úředníka, studoval v Opavě, vojenskou průpravu získal na kadetní škole ve Vídni a do armády vstoupil v roce 1880 jako poručík pěšího pluku č. 74 v Jičíně. Později si doplnil vzdělání na Válečné škole (K.u.k. Kriegschule) ve Vídni (1883–1885) a po jejím absolvování byl jako nadporučík zařazen do sboru důstojníků generálního štábu. Poté sloužil u posádek v Linzi, Krakově nebo Budapešti a mezitím postupoval v hodnostech (kapitán 1889, major 1895). Jako podplukovník (1897) se stal velitelem praporu u 53. pěšího pluku v Záhřebu. V roce 1901 byl povýšen na plukovníka a poté byl v letech 1901–1907 náčelníkem štábu 2. armádního sboru ve Vídni.
V roce 1907 dosáhl hodnosti generálmajora a poté byl velitelem 7. pěší brigády ve Znojmě. V roce 1910 byl jako velitel 7. pěší divize převelen do Osijeku a o rok později byl povýšen do hodnosti polního podmaršála (1911). V červnu 1914 byl jmenován generálním inspektorem vojenských škol, po vypuknutí první světové války převzal v září 1914 velení 35. pěší divize jako součásti II. armády a zúčastnil se bojů v Haliči. V lednu 1915 se stal velitelem 15. armádního sboru na východní frontě a k datu 1. května 1915 získal hodnost generála pěchoty. Po vstupu Itálie do války na straně Dohody byl přeložen na italskou frontu, kde byl se svým sborem začleněn do V. rakousko-uherské armády a zúčastnil se bojů na Soči. Již v prosinci 1915 ale požádal o uvolnění z funkce a k datu 1. ledna 1916 byl penzionován. Po zániku monarchie žil v Linzi, později vlastnil dům v obci Pramet v Horním Rakousku, kde zemřel a byl zde také pohřben.

## Tituly a ocenění
Během vojenské služby získal řadu vyznamenání v Rakousku-Uhersku i v zahraničí. Většinu ocenění od cizích panovníků obdržel před první světovou válkou, kdy jako vysoký štábní důstojník sloužil ve Vídni. Mimo aktivní službu získal v roce 1917 titul c. k. tajného rady s nárokem na oslovení Excelence. V roce 1918 byl povýšen do stavu svobodných pánů, příslušný diplom byl vydán k datu 26. května 1918 (Freiherr von Fox).

### Rakousko-Uhersko
- Vojenský záslužný kříž III. třídy (1898)
- Jubilejní pamětní medaile (1898)
- Řád železné koruny III. třídy (1905)
- Vojenský jubilejní kříž (1908)
- rytíř Leopoldova řádu (1913)
- Mobilizační kříž (1913)
- Řád železné koruny II. třídy s válečnou dekorací (1914)
- Vyznamenání za zásluhy o Červený kříž (1915)
- Řád železné koruny I. třídy s válečnou dekorací (1915)

### Zahraničí
- Řád bílého sokola (Sasko, 1901)
- Řád červené orlice II. třídy (Německo, 1902)
- Řád Albrechtův II. třídy (Sasko, 1903)
- Řád sv. Anny II. třídy (Rusko, 1903)
- komandérský kříž Řádu meče (Švédsko, 1904)
- Domácí řád vendické koruny (Meklenbursko, 1904)
- Řád lva a slunce II. třídy (Persie, 1906)
- Vojenský záslužný kříž III. třídy (Španělsko, 1906)
- Řád pruské koruny II. třídy (Německo, 1906)
- komandérský kříž Řádu rumunské hvězdy (Rumunsko, 1907)
- Železný kříž II. třídy (Německo, 1914)